# 瑞亚克
瑞亚克（法語：Juillac，法語發音：[ʒɥijak] ⓘ）是法国科雷兹省的一个市镇，位于该省西部，属于布里夫拉盖亚尔德区。

## 地理
瑞亚克（45°19'5"N, 1°19'21"E）面积33.14 平方千米，位于法国新阿基坦大区科雷兹省，该省份为法国中南部省份，北起上维埃纳省和克勒兹省，西接多爾多涅省，南至洛特省，东临多姆山省和康塔爾省。
与瑞亚克接壤的市镇（或旧市镇、城区）包括：沙布里尼亚克、萨拉尼亚克、孔塞兹、罗西耶德瑞亚克、瑟贡扎克、圣西莱尚帕盖、圣特里、圣梅曼。
瑞亚克的时区为UTC+01:00、UTC+02:00（夏令时）。

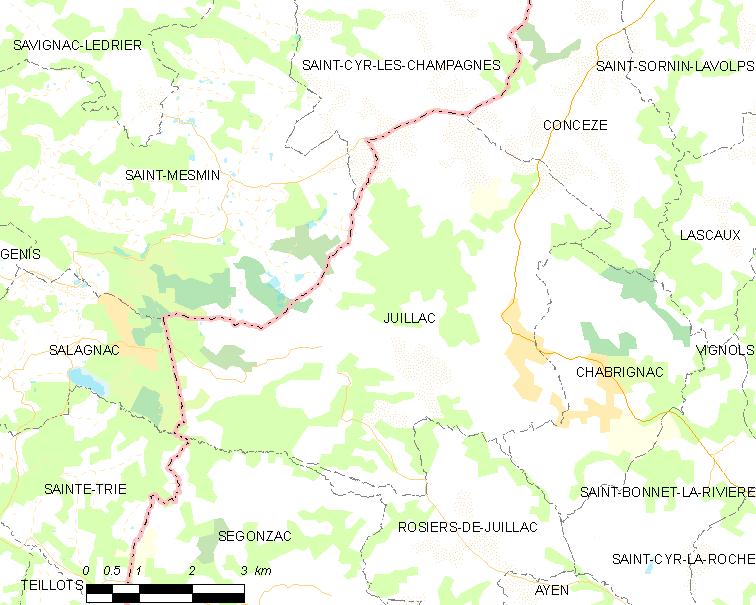
瑞亚克的OSM定位图

## 行政
瑞亚克的邮政编码为19350，INSEE市镇编码为19094。

## 政治
瑞亚克所属的省级选区为利桑多奈县。

## 人口

1962-2008年间瑞亚克人口变化图示

瑞亚克于2022年1月1日时的人口数量为1147人。